# ماریو کوپولا
 ماریو کوپولا (انگلیسی: Mario Coppola؛ زاده ۵ فوریه ۱۹۳۷ درگذشته ۵ مارس ۲۰۱۱) یک فیزیک‌دان اهل ایتالیا بود. 